# Municipio de Columbus City (Iowa)
El municipio de Columbus City (en inglés: Columbus City Township) es un municipio ubicado en el condado de Louisa en el estado estadounidense de Iowa. En el año 2010 tenía una población de 2960 habitantes y una densidad poblacional de 20,45 personas por km².

## Geografía
El municipio de Columbus City se encuentra ubicado en las coordenadas 41°15′23″N 91°23′41″O / 41.25639, -91.39472. Según la Oficina del Censo de los Estados Unidos, el municipio tiene una superficie total de 144.75 km², de la cual 143,65 km² corresponden a tierra firme y (0,76 %) 1,1 km² es agua.

## Demografía
Según el censo de 2010, había 2960 personas residiendo en el municipio de Columbus City. La densidad de población era de 20,45 hab./km². De los 2960 habitantes, el municipio de Columbus City estaba compuesto por el 78,55 % blancos, el 1,22 % eran afroamericanos, el 0,17 % eran amerindios, el 2,7 % eran asiáticos, el 15,07 % eran de otras razas y el 2,3 % eran de una mezcla de razas. Del total de la población el 38,55 % eran hispanos o latinos de cualquier raza.